# Francis John Plym
Francis John Plym, född 16 september 1869 i Puketorp i Bäckaby församling i Jönköpings län, död 12 januari 1940 i Niles i Michigan i USA, var en svenskamerikansk affärsman.
Frans Johan som han då hette var son till lantbrukaren Åsle Johannisson och Johanna Jonasdotter. Knappt ett år gammal följde han sina föräldrar till Aledo i Illinois där han senare gick i skolan. Efter studier vid Illinois State University erövrade han graden Bachelor of Science i arkitektur 1897. 
Efter arkitektverksamhet i Nebraska och Missouri grundade Plym 1907 i Niles, Michigan den stora byggnadsfirman The Kawneer Manufacturing Company, vars direktör han sedan förblev. Plym registrerade mer än 70 patent.
Han var direktör för Svensk-amerikanska handelskammaren, för orden Sons and daughters of Sweden, John Ericsson republican league of America samt ett stort antal mindre banker. Plym var även en framstående filantrop och donerade bland annat grundplåten till ett ålderdomshem i sin hemsocken Bäckaby.